# Штирум (замок)
Замок Штирум (нем. Schloss Styrum) — замок в одноименном районе немецкого города Мюльхайм-ан-дер-Рур (федеральная земля Северный Рейн-Вестфалия).

## История

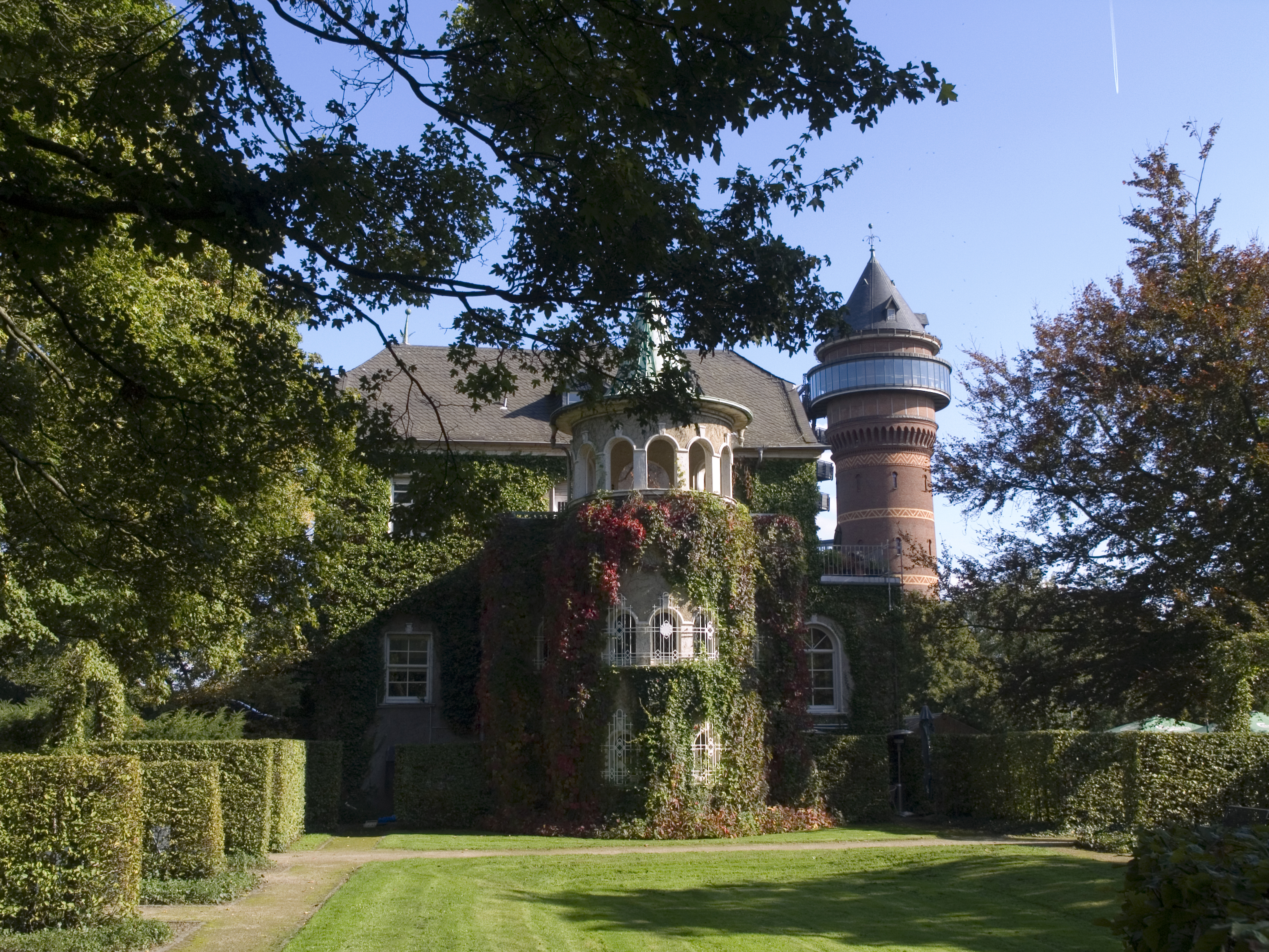
Западный фасад и башня Aquarius

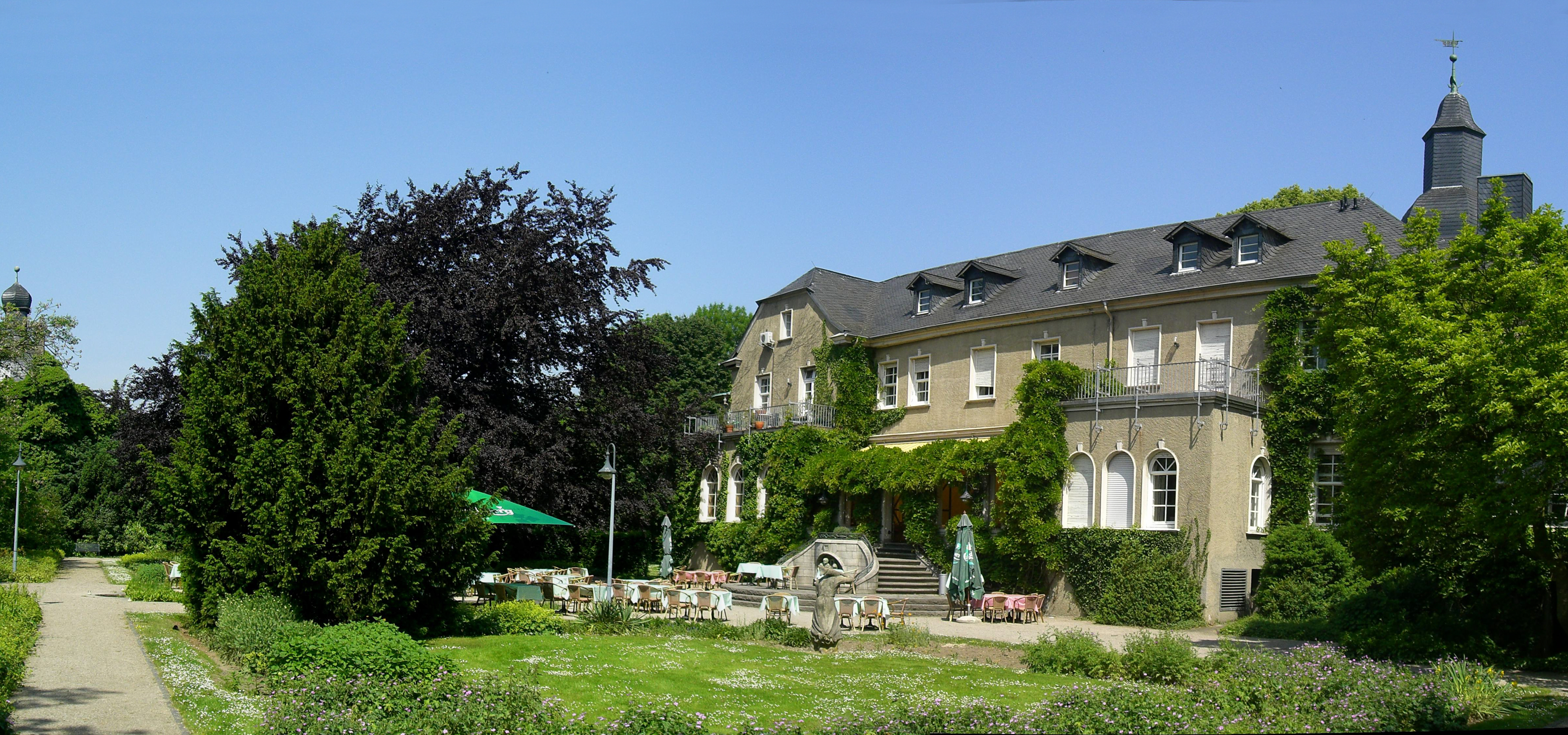
Южный фасад

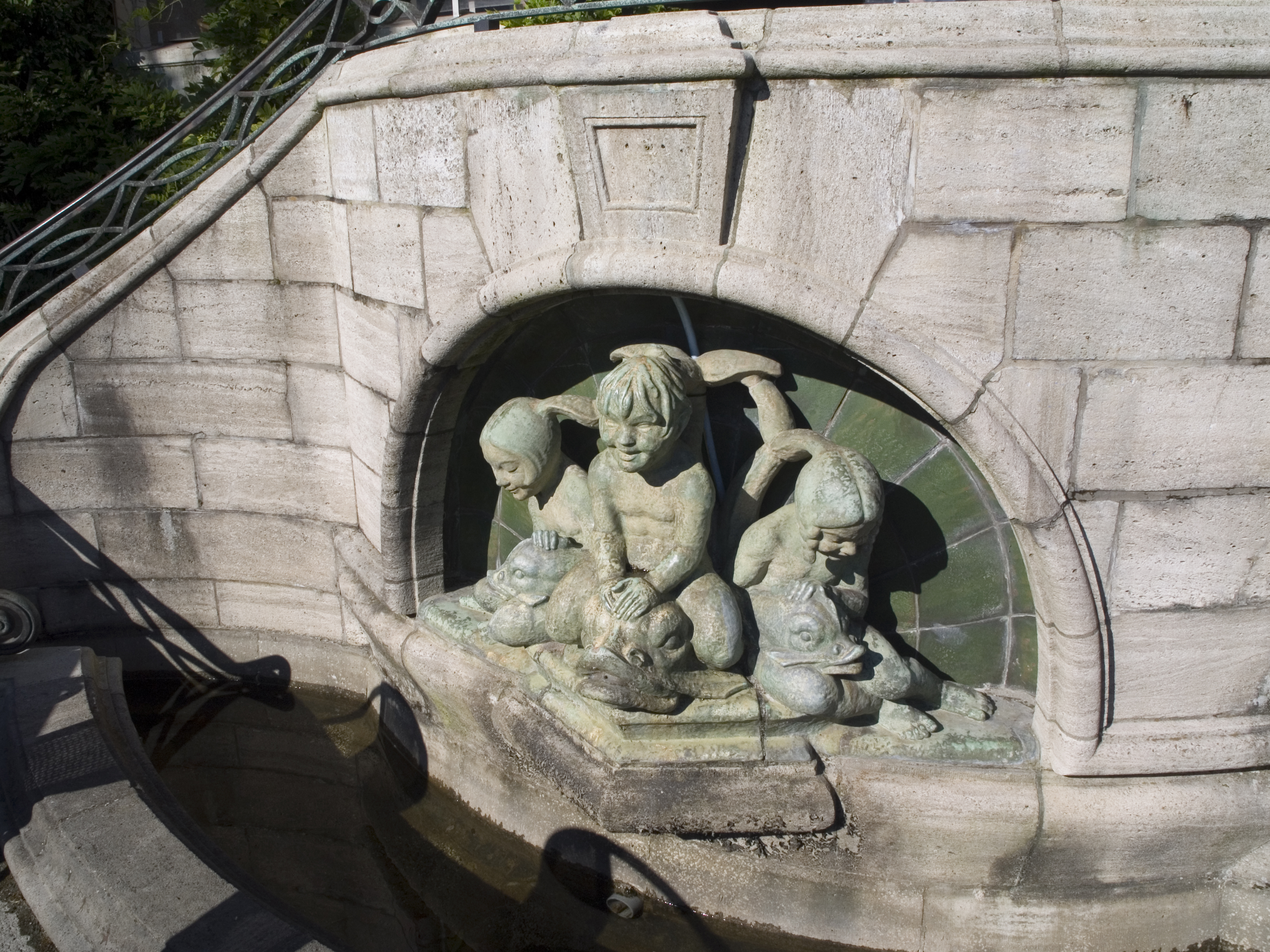
Фонтан у лестницы южного фасада

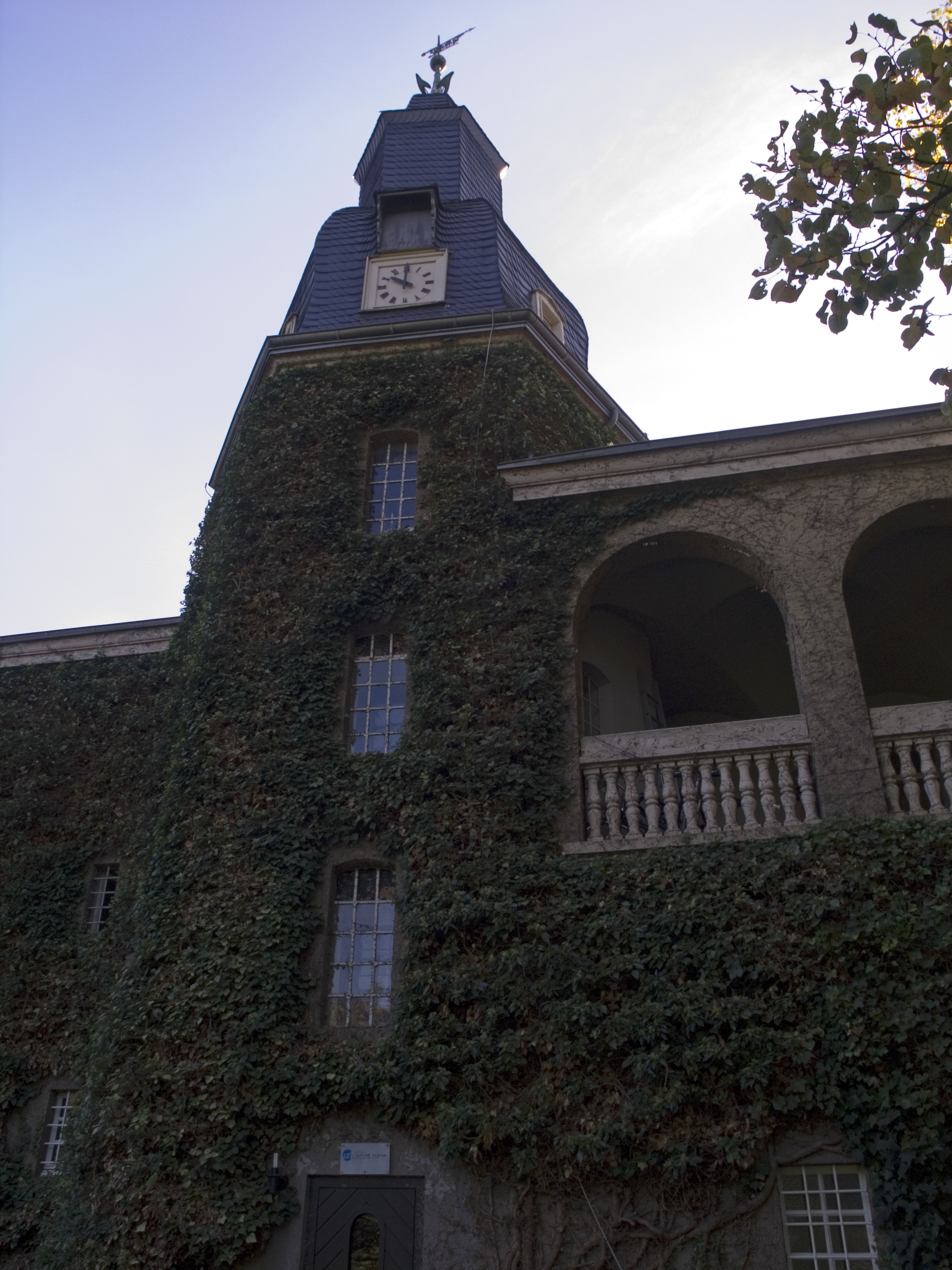
Часовая башня северного фасада

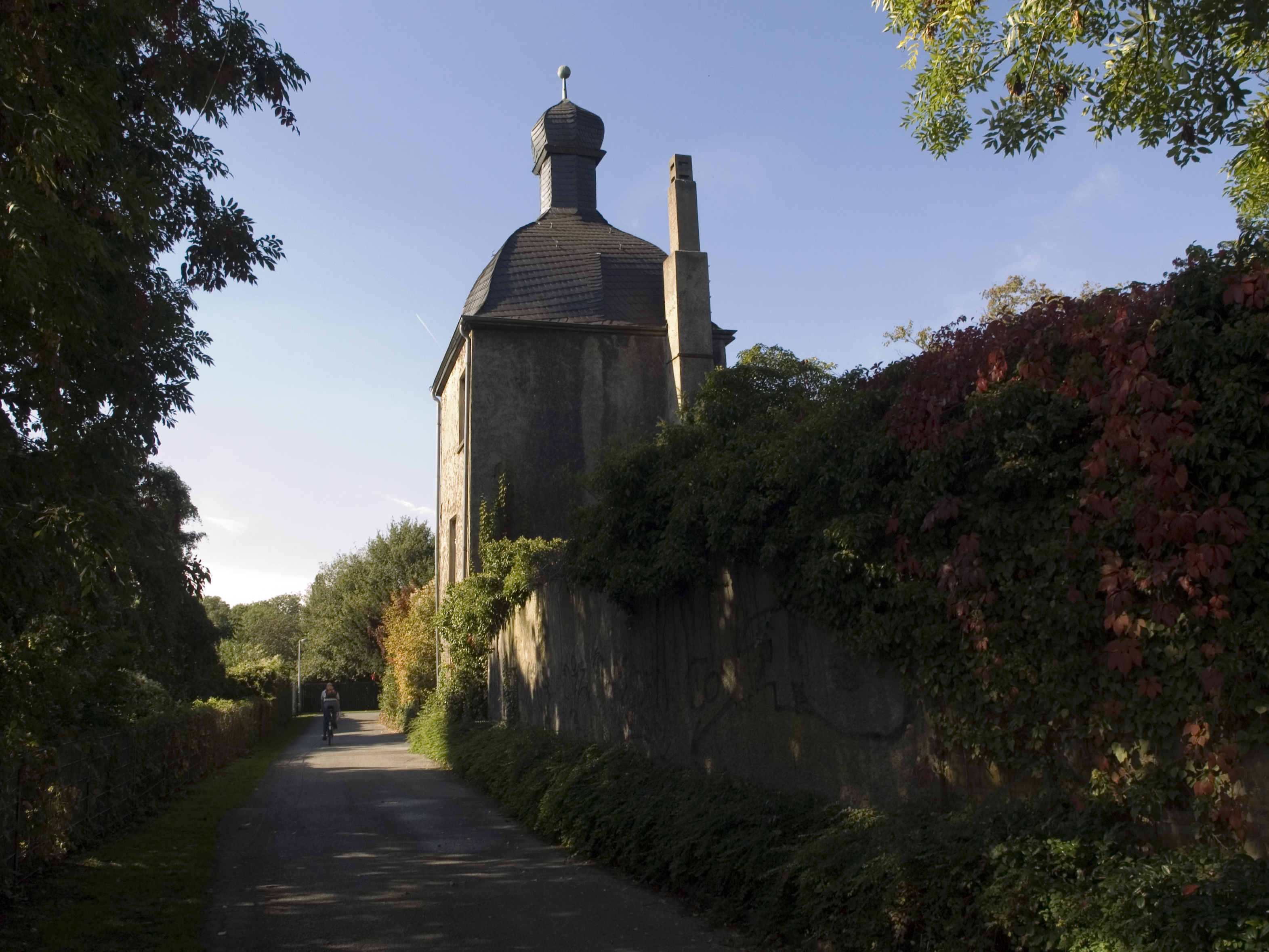
Южная стена

Место в низовьях Рура, где сейчас располагается район Штюрум, в XI веке находилось в собственности немецкого короля Генриха IV. В 1067 году он дарит это имение аббатству Кайзерсверта. С начала XIII века имение находится во владении графов Альтена-Изенбург.
5 июня 1288 года около города Ворринген произошло сражение, причиной которого стал шестилетний конфликт из-за прав на Лимбургское наследство. Войско архиепископа Кёльнского, на стороне которого сражался граф Дитрих фон Альтена-Изенбург, потерпело поражение. Вследствие этого граф Дитрих был вынужден отступить из своего родового замка Лимбург на реке Ленне и обосноваться в Штируме, где в 1289 году он начинает строительство первого замка. В 1301 году граф Дитрих умирает и замок в Штируме наследует его сын Эбергард I, который и становится основоположником рода Лимбург-Штирумов.
Несмотря на то, что замок Штирум становится родовым гнездом семейства Лимбург-Штирумов, вплоть до XV века все ещё не имеет представительного господского дома, который сооружается только в 1442 году графом Вильгельмом I фон Лимбург-Штюрумом. В том же году император Священной Римской империи Фридрих II Гогенштауфен жалует имению Лимбург-Штирум статус имперского феода, который и сохраняется за ним вплоть до XIX века.
После бракосочетания с Ирмгард фон Виш граф Георг фон Лимбург-Штирум получает в приданое имение в голландской провинции Гелдерланд, куда и переезжает семейство на постоянное жительство. Теперь в замке Штирум находится только управляющий имением. В 1644 году семейство Лимбург-Штирумов распадается на три отдельных ветви, вследствие чего происходит дележ наследства, и замок Штирум переходит в собственность графини Анны-Магдалены, вдовы графа Германа Оттона I. Таким образом замок Штирум вновь становится постоянным местом жительства одной из ветвей фон Лимбург-Штирумов.
В 1658 году при графе Морице замок перестраивается коренным образом. В это же время появляется часовая башня с лестницей на северной стороне господского дома. В начале XVIII столетия во времена графа Кристиана Отто фон Лимбург-Штирума замок серьёзно пострадал во время пожара, что послужило причиной его восстановления в барочном стиле. В это же время вокруг замка закладывается регулярный парк.
Последним владельцем замка из рода Лимбург-Штирумов был граф Эрнст Мария. После его смерти в 1809 году замок перешел в наследство Марии Маргарете Гумбрахт — сестре его умершей жены. В 1861 году замок был продан землевладельцу Иоганну Шенненбеку, который приобрел имение в сельскохозяйственных целях. В 1890 году замок приобретает известный промышленник Август Тиссен в целях использования его для жительства генерального директора одного из своих предприятий. Для этого замок перестраивается по моде того времени. В ходе этой перестройки замок приобретает современный вид.

## Замок Штирум сегодня
В 1959 замок переходит в муниципальную собственность города Мюльхайм-ан-дер-Рур. В рамках подготовки к садово-парковой выставке федеральной земли Северный Рейн-Вестфалия в 1992 году замок и парк реставрируются и обновляются.
В настоящее время в замке оборудован ресторан, а также конференц-зал на 50 мест расположенного рядом музея воды Aquarius.